# ロミオ×ジュリエット
『ロミオ×ジュリエット』（ロミオとジュリエット、英名：Romeo×Juliet）は、ウィリアム・シェイクスピアの戯曲『ロミオとジュリエット』を原作とするテレビアニメ作品。2007年4月から同年9月まで中部日本放送 ほかで放送された。

## 作品概要
イギリスの劇作家ウィリアム・シェイクスピアの『ロミオとジュリエット』を原案に、ゴンゾが初のアニメ化をした作品。海外古典を原作とするゴンゾ作品としては『巌窟王』（2004年。テレビ朝日）に次いで2作目となる。追崎史敏が初めて監督を務め、原田大基が初のキャラクターデザインに抜擢。音響監修には佐藤順一が迎えられている。『月刊Asuka』にてコミックが連載されるなどメディアミックスも行われている。
主要キャラ以外ではタイタス（タイタス・アンドロニカス）やシャイロック（ベニスの商人）、オフィーリア（ハムレット）といった他のシェイクスピア作品の役名などを取り入れている。

## あらすじ
舞台は空中浮遊大陸ネオ・ヴェローナ。14年前のモンタギューの反乱によってキャピュレット一族は虐殺された。唯一の生き残りジュリエットはキャピュレット家の親衛隊長のコンラッドの手によって助けられ、ウィリアムの劇場で男として育てられる。
それから14年後。ジュリエットは「赤い旋風（かぜ）」と呼ばれる剣士の姿でモンタギューの圧政に立ち向かうが、憲兵隊に追われている所を親の仇であるモンタギューの息子であるロミオに助けられる。その後2人は、偶然にもネオ・ヴェローナ城で開かれた舞踏会で再会し、恋に落ちる。

## 登場人物

### 主要人物
ジュリエット・フィアンマータ・アース・ド・キャピュレット
声 - 水沢史絵
主人公。キャピュレット家唯一の生き残りで、通称ジュリエット。16歳になるまで自身の生い立ちを全く知らされずに育つ。身分を隠すために普段は男装し「オーディン」と名乗っていた。また赤いマントを着て「赤い旋風」を名乗り、モンタギューの悪政に立ち向かう義賊としても活躍していた。追っ手に追われていた際にロミオに助けられるが、貴族への反発心からろくに礼も言わないまま突っぱねてしまう。その後、モンタギューが主催したバラの舞踏会に偶然参加することになり、その場で再会したロミオと恋に落ちる。
身の軽さは抜群で、剣の腕も人並み以上だが、その一方で、血を見て竦むこともある。料理や裁縫はできない。ロミオのために一日かけて作った刺繍入りのハンカチの拙さは彼を絶句させたが、後々まで大切にされていた。
自らの生い立ちを知らされた後もしばらくは当主としての自覚が持てず、ロミオとの逢瀬を密かに重ね、キュリオから叱責を受けるなどしていたが、「赤い旋風」として、自分の身代わりに死んだランスロットの遺志を受け継いだことや、その後の様々な出来事を経たことでキャピュレット家当主として立つことを決意する。圧政に苦しむ人々にモンタギューとの真っ向勝負を宣言し、民衆からの圧倒的な支持を得て、大公の退陣を迫る中、キャピュレットの娘に受け継がれてきた真の役割を知ることになる。愛する人々を救うべく、自らの運命に従い、ひとりエスカラスの元へと向かおうとするが、真相を知ったロミオと対峙する。最中、オフィーリアの手で連れ去られ、強引に挿し木にされる。ロミオ&ティボルト&キュリオ&フランシスコによって救出され一命を取り留めるが、その代償としてロミオを失う。最期は自らの代わりに命を落としたロミオと共に、崩れゆく地下へ残り、新しきエスカラスとなって、ネオ・ヴェローナを崩壊から救った。
ロミオ・カンドーレ・ヴァン・ド・モンタギュー
声 - 水島大宙
ヒーロー。モンタギューの息子で、通称ロミオ。ティボルトの異母弟。父の悪政に対して反発心を抱いており、親子仲はあまり良好ではなく、モンタギューの意向に従わないことで厳しい叱責を受けることも多い。それでも初めのうちは表立って父に反抗することはなく、理不尽な叱責に甘んじるなど貴公子らしい人の好い温厚な性格で周囲の者からは慕われている。唯一の心の慰めは母が贈ってくれた龍馬のシエロだけであり、親友のペンヴォーリオと共に街へ出かけることと母に会いに行くことだけを楽しみにしていた。父が強引に定めた婚約者ハーマイオニに対しては、可愛いとは思うものの恋心は全く抱いていない。互いの素性を知らないまま、偶然出会ったジュリエットに一目惚れする。彼女が宿敵のキャピュレット家、そして反モンタギューの旗印である「赤い旋風」だと知り、葛藤し戸惑うが、自身のジュリエットへの愛を貫き共に生きられる道を模索し、それまでずっと避けていた父に対し、堂々と意見するようになる。そのため不興を買い、ネオ・ヴェローナから追放されるが、派遣先のグラディスカ鉱山の囚人たちの生活改善やエルベの村の開拓などに努め、それまでのひ弱な貴公子像から大きく脱却した。
物語終盤、キャピュレット家蜂起の知らせを受けて、ネオ・ヴェローナに向かい、ジュリエットらと協力し、暴走するマキューシオらを説得し、父であるモンタギューと対峙するが、ティボルトの介入、そしてマキューシオの狂乱によって斃された父の最期を看取ることになる。その後は、自分の存在が枷になることを恐れ、身を引こうとするが、ティボルトにエスカラスの真相を聞かされ、彼と共に最後の戦いに赴く。そしてジュリエットを運命から守るため、エスカラスの精であるオフィーリアと戦い、傷つき倒れた。

### キャピュレット家
キュリオ
声 - 鳥海浩輔
フランシスコの親友かつ、ジュリエットの剣の師匠。14年前の事件で父親を亡くしている。口下手だが優しい性格。密かにジュリエットのことが好き。面倒事を押し付けられがち。絵が得意。平和になった後は八百屋を営んでいる。
名前は『十二夜』に登場する貴族から。
フランシスコ
声 - 野島裕史
キュリオとは親友であり、弓の名手。彼も14年前の事件で父親を亡くしている。冷静で頭はいいがやや毒舌。女性から非常にモテており、それを楽しんでいるが失敗談も多い。情報通でもある。ペンヴォーリオのことをキュリオに押し付けるなど、ちゃっかりしている。当主に対する忠誠心は厚く、どんな犠牲を払ってでもジュリエットの幸福を願っている。平和になった後はネオ・ヴェローナ議会の議員をしている。
名前は『ハムレット』に登場する見張りの兵士および『テンペスト』の貴族から。
コーディリア
声 - 松来未祐
ジュリエットの姉的存在であり、優しい女性。14年前の事件で両親を亡くしている。炊事洗濯など、家事が得意。
ペンヴォーリオに家事全般を教えていくうちに、彼と結婚、一児の母親となる。
名前は『リア王』の末娘の王女から。
アントニオ
声 - 広橋涼
コンラッドの孫で、仲間内の連絡係もこなす。ジュリエットと仲がよく、行動を共にすることが多い。赤い旋風としての活動をよく手伝っていた。ジュリエットが16歳になるまで女だと知らなかった。
ティボルト
声 - 置鮎龍太郎
黒い竜馬を駆り、腰に帯びた2本の剣を用いて戦う二刀流剣士。
モンタギューの息子であり、ロミオの異母兄。母親はキャピュレット家出身であったが、父親によって復讐のためだけに利用され、利用価値がなくなるとすぐに捨てられた。母親の死後、カミロに預けられ養子となるが15歳の頃に屋敷を飛び出した。以来、母親を捨て死に追いやった父親を憎み、キャピュレットを裏切った義父を見下している。利害一致によりキャピュレット家に協力しているが、キャピュレット残党一派とは距離を置き、独自に行動している。
冷淡な態度が目立つ一方、優しい。
マンチュアにあるカミロの別荘に潜伏していた際、カミロを追ってやってきたジュリエットに自らの境遇とモンタギューの過去を打ち明けるが、復讐のために手段を選ばない彼とモンタギューとの相似性を指摘され、激高しつつも、徐々に考えを改める。
ネオ・ヴェローナで再び再会したジュリエットにエスカラスに自分の命を捧げなくてはならないこと、自分がいなくなった後、ロミオを託したいことを告げられると、あれほど固執していた復讐を遂げることより、ジュリエットを過酷な運命から救う方法を求めて、モンタギューに詰め寄り、何も知らずに身を引こうとするロミオにジュリエットを救うよう諭すなど、彼もまた、ジュリエットを想っていたような態度を見せた。
キュリオ、フランシスコらと共に、ロミオを失い悲しみに暮れるジュリエットを救おうとしたが、ロミオと共にこの場に残り、世界を救いたいという彼女の決意に押され、2人の最期を看取る。平和になった後はロミオの遺言となった約束通り、ペトルーキオの兄弟たちをシエロに乗せて飛ぶシーンで物語は幕を閉じることとなる。
母親の名前ヴォラムニアは、『コリオレイナス』の母親の名前から取られている。
コンラッド
声 - 宝亀克寿
キャピュレット家の元親衛隊長。14年前の事件でジュリエットとコーディリアを救い出した。ジュリエットを育て、モンタギューを打倒する機会を窺っている。頑固で古風。忠義に厚い。カミロ、ヴィットーリオらとは親友の間柄。良くも悪くもキャピュレットの旧臣であり、ジュリエットがモンタギューに代わり、大公に返り咲くことだけを望む。事件の真相を知った後はめっきり老け込んだ様子で、自分がジュリエットを追い詰め、不幸にしたのではないかと嘆き、アントニオに慰められていた。
名前は『から騒ぎ』のドン・ジョンの手下から。
キャピュレット
声 - 滝知史
ジュリエットの父親で、元ネオ・ヴェローナ大公。14年前のモンタギューのクーデターにより妻と共に殺害された。
エアリエル・ファルネーゼ
声 - 鳳芳野
ファルネーゼ家の当主で、ウィリアムの劇場にジュリエットたちを匿っている。前政権からキャピュレット派であり、現在もキャピュレット残党一派の最大の後援者だが、貴族の中でも名門であるためモンタギューも手を出せずにいる。後にお尋ね者となったジュリエットたちの潜伏地として、マンチュアの別荘を提供する。
名前は『あらし（テンペスト）』の風の妖精から。
バルサザー
声 - 西川幾雄
ファルネーゼ家がマンチュアに所有している別荘で働く執事。
『ロミオとジュリエット』ではロミオの召使の名前であり、『間違いの喜劇』に登場する商人、『ヴェニスの商人』のポーシャの召使、『から騒ぎ』のドン・ペドローに仕える歌手もこの名前である。
リーガン
声 - 斎藤千和
バルサザーの孫娘。恥ずかしがり屋な性格なのか、アントニオに対しては初対面時にはツンツンとした態度をとっていた。
名前は『リア王』の次女から。

### モンタギュー家
レオンティーズ・ヴァン・ド・モンタギュー
声 - 石井康嗣 / 幼少：岩男潤子
ロミオとティボルトの父親であり、現ネオ・ヴェローナ大公。自らの権勢にしか興味がなく、民のことはなんとも思っていない暴君である。
実はキャピュレット家に父親を持ち、幼少時代に母親と共に捨てられる（つまり、ジュリエットの親戚である）。娼婦として生計を立てていた母親（声 - 深水由美）もその苦労が祟り病にかかり、死に際に自分の父親がキャピュレット家の貴族であることを打ち明けて息を引き取った。キャピュレット家に憎しみを抱いた理由は自分達を捨てて母親を死に陥れた恨みからきたものである。後にモンタギュー家の養子となり嫡男に毒を盛って当主の座を手に入れ、キャピュレット一族を殲滅するためにティボルトの母親に近付き利用する。後にポーシアと再婚し産まれたのがロミオである。
エスカラスの力を拠り所に富を手にしていたが、その本質を理解していなかったためにエスカラスを枯らしてしまう。圧政を敷いているため人望は薄く、ジュリエットの革命の際には貴族や親衛隊から見捨てられ、最期はマキューシオに殺害される。
ファーストネームのレオンティーズは『冬物語』に登場するシチリア王の名前。
マキューシオ
声 - 柿原徹也
ロミオとティボルトの従兄弟。野心家であり、成り上がるためには何でもする。ロミオのことを快く思っておらず、何か失態を犯すことを期待している。モンタギューに心酔しておりタイタスの勧めで養子となるが、目の前で父タイタスをモンタギューに殺されてからはモンタギューに対し恐怖心を抱くようになる。革命の際に「市民とモンタギューの双方から殺される」という恐怖心から錯乱状態に陥り、モンタギューを殺害する。
ネオ・ヴェローナの崩壊が止まった際に生存が確認できるが、本来はネオ・ヴェローナ城の崩壊に巻き込まれて死亡する予定だった。
ハーマイオニ
声 - 大原さやか
ボロメオ侯爵家の一人娘。ロミオの許婚であり、彼を好いている。ジュリエットに嫉妬している、恋のライバル。
名前は『冬物語』のシチリア王妃から。ちなみに彼女の好きなバラの品種「パーディタ」は『冬物語』の王妃ハーマイオニーの娘の名前である。
ポーシア
声 - 久川綾
ロミオの母親。モンタギューのやり方に付いていけず、彼の元を去り現在は修道院にいる。別れた後もモンタギューからは愛されている。
名前は『ヴェニスの商人』に登場する資産家の女性からであり、『ジュリアス・シーザー』のブルータスの妻の名である。
タイタス・ド・マルケージ
声 - 浦山迅
マキューシオの父親。ろくに勤めも果たさず享楽に興じてばかりいるが、若い頃は教養のある人物だった。
実はモンタギューの過去の素性を知っており、大公の地位を守るためにモンタギューの素性を知る者を裏で手を廻して始末してきた。息子をモンタギューの養子にする話を持ちかけた時にそのことに触れて怒りを買い、その晩に「久々に剣を交える」と称して、息子の目の前でモンタギューに殺された。
名前は『タイタス・アンドロニカス』の主人公から。『アテネのタイモン』のタイモンの債権者たちの召使にもこの名がある。
テューバル
声 - 齋藤龍吾
モンタギュー家の親衛隊長。モンタギューに恐れを抱く小心者だったが、革命の際には「街ごと市民を焼き払え」と命じたモンタギューを見限り、ネオ・ヴェローナ城の門を開き無血開城を実現させる。
名前は『ヴェニスの商人』に登場するシャイロックの友人のユダヤ人から。
セリモン
声 - 麻生智久
憲兵隊長。モンタギューの圧政の手先として市民に暴力を振るう。革命の際の顛末は直接描写されていないが、部下の憲兵隊がキャピュレット軍に降伏していることから、自身も降伏したものと思われる。
名前は『ペリクリーズ』に登場する医者から。
アブラム
声 - 飯田浩志
ヴィットーリオ一家の暗殺を命じられた親衛隊員。任務に失敗し、一人生きて帰され虚偽の報告をしたため親衛隊から外された。その後、名誉挽回のためカミロの情報を元にキャピュレット家残党のアジトを襲撃するが、ジュリエットの捕縛に失敗し始末される。
アブラムという登場人物はシェイクスピア作品にはいないが、『ロミオとジュリエット』にはアブラハムというモンタギュー家の召使がいる。

### その他
ウィリアム・シェイクスピア
声 - 井上和彦
エアリエルの息子で、芝居小屋のオーナーをしている売れない劇作家。通称ウィリー。洞察力に優れており、オーディン（ジュリエット）の正体を見抜いていた。
エミリア
声 - 川澄綾子
ウィリアムの芝居小屋の女優。気の多い女で、一人の男とは長続きしない。貴族に見初められて玉の輿に乗るのが夢。終盤までオーディン（ジュリエット）の正体を知らなかった。
名前は『オセロー』のイアーゴーの妻、『間違いの喜劇』の尼僧院長、『冬物語』のハーマイオニーの侍女から。ちなみに、エミリアの隣家に住む少女ハーミアの名は『夏の夜の夢』のアテネの少女から取られている。
ペンヴォーリオ
声 - 立花慎之介
ヴィットーリオの息子。ロミオの親友で、モンタギューに反発する彼のことを心配している。父親が貴族の身分を剥奪された際、モンタギューの刺客に暗殺されそうになるがジュリエットたちによって助けられ、以後はキュリオの家に居候する。貴族育ちのため箒の使い方すら知らなかったが、コーディリアの指導により家事全般は一通りこなせるようになった。後にコーディリアと結婚し、子供をもうける。
なお、原作では「ベンヴォーリオ」である。
ヴィットーリオ・ド・フレスコバルディ
声 - 宮下栄治
ペンヴォーリオの父親でネオ・ヴェローナ市長。コンラッドの親友でもある。良心的な人物で、圧政に苦しむ市民を思いやる優しさを持つ。モンタギューと市政方針を巡って対立したため、貴族章を剥奪された。
モンタギューの命令により親衛隊に一家共々命を狙われるが、ジュリエットたちやティボルトに助けられ保護された。平和になった後はネオ・ヴェローナ市長に復帰する。
ランスロット
声 - 藤原啓治
ジュリエットたちの協力者。町医者として民衆の暮らしを良くしようと活動している。その志に賛同してくれる妻（声 - 園崎未恵）と、2人の娘（声 - 岡本奈美、設楽麻美）がいる。火刑に処されそうになっていた市民を守るために、ジュリエットの代わりに自らが「赤い旋風」となって姿を現し、最期は炎に巻かれ壮絶な死を迎えた。
名前は『ヴェニスの商人』に登場する道化から。
カミロ
声 - 斉藤次郎
ティボルトの義父。コンラッドの親友だったため、親キャピレット派として貴族の中で肩身の狭い思いをしてきた。一時はコンラッドと再会し、キャピュレット家を手助けするかに思えたが、結局は裏切り親衛隊にアジトを密告した。しかし、アジト襲撃後に親キャピレット派として殺されそうになったため逃亡する。
名前は『冬物語』のボヘミアの貴族から。
ペトルーキオ
声 - 陶山章央
空腹に苦しむ弟や妹のためにパンを盗んだために、グラディスカ鉱山で労働させられている少年。他の労働者達にいじめられているところをロミオに助けられる。目つきが悪くかなりひねくれており、自分たちに労働させている中、贅沢な暮らしを送る貴族を嫌悪している。ロミオとは初めは折り合いが悪かったものの、日が経つにつれ友情を育むが、生まれつき患っていた病気が悪化し、息を引き取った。
小説版では暴動に巻き込まれた少年として登場し、ビアンカという妹がいる。
名前は『じゃじゃ馬ならし』から。ビアンカは『オセロー』の娼婦および『じゃじゃ馬ならし』のじゃじゃ馬キャタリーナの妹の名前である。
ジョバンニ
声 - 大川透
グラディスカ鉱山で労働させられている中年。貴族を嫌悪しており、ロミオとも険悪な状態が続いていたが、彼の真っすぐな姿勢を見て存在を認める。
グラディスカ鉱山が崩壊してからはエルベの村に移住し、村を開拓している。
ピエトロ
声 - 平井啓二
グラディスカ鉱山で働く労働者の一人。鉱山崩落時にロミオに助けられる。
グラディスカ鉱山が崩壊してからはエルベの村に移住し、村を開拓している。
パオロ
声 - 宮下栄治
グラディスカ鉱山の鉱山長。全権委任者として赴任したロミオを内心厄介者扱いしていた。
グラディスカ鉱山が崩壊してからはエルベの村に移住し、村を開拓している。
泉の老人
声 - 岡和男
エルベの村で暮らし始めたロミオとジュリエットや移住して来た鉱山労働者たちに食べ物や作物の種を与えた老人。
代々エスカラスを祭ってきた泉の番人の末裔であり、エスカラスの寿命やジュリエットの運命をロミオに伝える。
オフィーリア
声 - 岩男潤子
大樹エスカラスを守る庭師。一見少女のような姿をしているが、ネオ・ヴェローナで唯一、モンタギューと対等に話すことができる。額と頬に刺青のような紋様がある。以前から「永遠の実りはない」とモンタギューに警告をしていた。エスカラスが力を失っていくにつれ、少女の姿から枯れ木へと変貌していく。
枯れ果てようとしているエスカラスを守るためジュリエットを挿れ木にしようとするが、ロミオたちに阻止される。最期はロミオとの戦いに敗れ消滅する。
名前は『ハムレット』の大臣の娘から。なお、エスカラスは『ロミオとジュリエット』の大公の名前であるが、『尺には尺を』の老貴族の名前でもある。

## 用語
空中浮遊大陸ネオ・ヴェローナ
物語の舞台となる大地。その名の通り、大地が空中に浮いている。「今は昔 ここは記憶も遠く忘れ去られし大地」「空に浮きし大いなる力は生命の息吹と民の繁栄をもたらすものなり」（1話冒頭）
代々キャピュレット家とモンタギュー家の2つの大公家が治めてきたが、14年前のクーデターでキャピュレット一族が皆殺しになって以降はモンタギューによる圧政が敷かれており、市民はその日の食事すらままならない日々を過ごしている。ネオ・ヴェローナに住む人々は大地が空に浮いていることを知らない。また、ネオ・ヴェローナは首都の名前でもある。
ジュリエットがエスカラスに留まった後は雲の下の海に着水する。
ネオ・ヴェローナ城
ネオ・ヴェローナの貴族街中心部にある大公家の居城。城内には議会や竜馬の競馬場がある。城にはキャピュレット家とモンタギュー家の居城たる2つの塔が存在するが、14年前のクーデター以降はモンタギュー家の塔がネオ・ヴェローナ城の中心となり、キャピュレット家の塔は廃墟となっている。
「大公謁見の間」から続く廊下は「エスカラスの間」へと続いている。
グラディスカ鉱山
モンタギューの勘気に触れたロミオが追放された土地。ネオ・ヴェローナの辺境にある鉄鉱山で、周辺には水も緑もない。採掘作業にはネオ・ヴェローナで罪を犯した罪人たちが動員されている。ノルマ達成のみが重視され労働者たちの健康は全く考慮されておらず、鉱山には医者もいない。
エスカラスの力の弱まりによる大地の揺れによって崩壊する。
エルベの村
ネオ・ヴェローナを抜け出したロミオとジュリエットが暮らした村。大地が枯れているため、既に村は放棄されていた。
グラディスカ鉱山の崩壊後は労働者や管理者たちが移住し、村を開拓して暮らしている。
竜馬（リューバ）
馬に翼と竜の尾を付けたような生物。背中に人を乗せたまま飛ぶことができ、馬と同じように手綱で操ることができる。一般の身分ではとても持つことができるようなものではなく、これを持っているだけで貴族、それもかなり身分が高いということがわかる貴族社会の象徴のような動物。なお平民の馬にも退化したような羽が生えている。
大樹エスカラス
ネオ・ヴェローナの繁栄の源と言われている双子の大樹で、ネオ・ヴェローナはエスカラスの力によって空に浮いている。その生育には光と水と土だけでなく、人の慈しむ心も必要となる。しかし、モンタギューの圧政により人の慈しむ心が弱まり、片割れは失われ残った方も弱ってきている。
代々キャピュレット家の娘にはエスカラスの種が宿り、エスカラスが枯れそうになると人柱としてその身を捧げてきた。
なお、原作ではエスカラスはヴェローナ大公の名前。

## スタッフ
- 原案 - WILLIAM SHAKESPEARE
- 原作 - GONZO、スカパー・ウェルシンク
- 監督 - 追崎史敏
- 助監督 - 高橋正典
- シリーズ構成 - 吉田玲子
- キャラクターデザイン・総作画監督 - 原田大基
- プロダクションデザイン - 高木潤
- 美術原案 - 山形厚史
- 美術監督 - 斉藤雅巳
- 美術設定 - 杉本あゆみ、真亜樹
- 色彩設計 - 鈴木寿枝
- 撮影監督 - 北村直樹
- 編集 - 廣瀬清志
- 音楽 - 崎元仁
- 音響監督 - 吉田知弘
- 企画 - 岡崎剛之（CBC）、上木則安、沖浦泰斗
- プロデューサー - 岩佐芳弘、五味大輔、小島勉
- アニメーション制作 - GONZO
- 製作 - 中部日本放送、GDH、スカパー・ウェルシンク

## 主題歌

### オープニングテーマ
「祈り〜You Raise Me Up」(#1 - #24)
原詞 - Brendan Graham / 日本語詞 - 御徒町凧
作曲 - Rolf Lovland / 編曲 - 坂本昌之・武部聡志（シークレット・ガーデン）
歌 - LENA PARK
- ユニバーサルミュージック

### エンディングテーマ
「サイクロン」(#1 - #14)
作詞 - 宮脇渉 / 作曲 - 酒井洋明 / 編曲・歌 - 12012
- ユニバーサルミュージック

「Good bye, yesterday」(#15 - #23)
作詞・歌 - Mizrock / 作曲 - Sandra Nurdstrom、Thomas Wohnl / 編曲 - Tomoki Ishizuka
- ユニバーサルミュージック

## 各話リスト
| 話数 | サブタイトル               | 伊語サブ                  | 脚本              | コンテ     | 演出              | 作画監督                                                                    |
| ---- | -------------------------- | ------------------------- | ----------------- | ---------- | ----------------- | --------------------------------------------------------------------------- |
| 1幕  | ふたり〜出会わなければ〜   | Destino                   | 吉田玲子          | 追崎史敏   | 追崎史敏 高橋正典 | 原田大基                                                                    |
| 2幕  | 約束〜思ひ出の香り〜       | Il segreto                | 吉田玲子          | 福田道生   | 高橋幸雄          | 佐藤陽子                                                                    |
| 3幕  | 恋心〜残酷な悪戯〜         | Attrazione                | 吉田玲子          | 福島一三   | 熊谷雅晃          | PARK DAE YOUL                                                               |
| 4幕  | 恥じらい〜雨に打たれて〜   | Una timida fanciulla      | 高橋ナツコ        | 佐藤順一   | 唐戸光博          | 藤澤俊幸                                                                    |
| 5幕  | 疾風（かぜ）〜燃ゆる覚悟〜 | Si alza il vento          | 高橋ナツコ        | 角田一樹   | 角田一樹          | 西田亜沙子                                                                  |
| 6幕  | 希望〜託された明日〜       | Speranza                  | 吉田玲子          | 和田高明   | 高橋正典          | 皆川智之                                                                    |
| 7幕  | ぬくもり〜今だけは〜       | Il Tocco delle tue Mani   | 砂山蔵澄          | 田頭しのぶ | 市村徹夫          | 奥田佳子                                                                    |
| 8幕  | 甘え〜正義とは〜           | La via più facile         | 高橋ナツコ        | 福田道生   | 高橋幸雄          | 佐藤陽子                                                                    |
| 9幕  | 決起〜断ち切る迷い〜       | L'incrocio                | 吉田玲子          | 和田高明   | 和田高明          | 音地正行                                                                    |
| 10幕 | 泪〜貴方と逢えて〜         | Lacrime                   | 砂山蔵澄          | 佐山聖子   | 唐戸光博          | 藤澤俊幸                                                                    |
| 11幕 | 誓い〜朝陽の祝福〜         | Il giuramento             | 高橋ナツコ        | 水瀬たむら | 高橋正典          | 樋口靖子、鈴木彩子 高木潤、佐藤陽子                                         |
| 12幕 | 安息〜このままで〜         | Un porto sicuro           | 平見瞠            | 城正克     | 原田孝宏          | 清丸悟                                                                      |
| 13幕 | 脈動〜導かれて〜           | Il battito vitale         | 吉田玲子          | 追崎史敏   | 筑紫大介          | 小林良、白石達也 本間充、藤澤俊幸                                           |
| 14幕 | 重責〜この腕の中で〜       | La sfida                  | 吉田玲子          | 山本裕介   | 岡崎幸男          | 山崎輝彦、杉本光司 高橋敦子、音地正行 中島美子、中本尚子 さのえり、武本大介 |
| 15幕 | 自我〜進むべく道〜         | L'alba dei cambiamenti    | 砂山蔵澄          | 稲垣隆行   | 玉田博            | 日下岳史、岡本真由美                                                        |
| 16幕 | ひとり〜いとしくて〜       | Lontano dall'amato        | 平見瞠            | 及川啓     | 及川啓            | 本田敬一                                                                    |
| 17幕 | 暴君〜漆黒の因縁〜         | Il Passato Sepolto        | 吉田玲子          | 田頭しのぶ | 白石道太          | 藤沢俊幸                                                                    |
| 18幕 | 志〜それぞれの胸に〜       | Volontà                   | 平見瞠            | 和田高明   | 和田高明          | 和田高明、音地正行                                                          |
| 19幕 | 継承〜我こそは〜           | Il Vento della Speranza   | 砂山蔵澄 吉田玲子 | 高橋幸雄   | 高橋幸雄          | 清丸悟                                                                      |
| 20幕 | 使命〜揺るぎ無き一歩〜     | Tenuti al Dovere          | 砂山蔵澄          | 寺沢伸介   | 市村徹夫          | 日下岳史                                                                    |
| 21幕 | 掟〜女神の抱擁〜           | Da Morire                 | 高橋ナツコ        | 河本昇悟   | まつもとよしひさ  | 杉本光司                                                                    |
| 22幕 | 呪縛〜荒ぶる激情〜         | La Fine della Rivoluzione | 吉田玲子          | 田頭しのぶ | 瀬藤健嗣          | 小林亮、白石達也                                                            |
| 23幕 | 芽吹き〜死の接吻〜         | Per il mio amore          | 高橋ナツコ        | 佐藤順一   | 白石道太          | 石井久美、日下岳史 濱川修二郎                                               |
| 24幕 | 祈り〜きみのいる世界〜     | Un nuovo mondo            | 吉田玲子          | 追崎史敏   | 追崎史敏 高橋正典 | 原田大基                                                                    |

## 放送局
| 放送地域   | 放送局            | 放送期間                                       | 放送日時                | 放送系列   | 備考             |
| ---------- | ----------------- | ---------------------------------------------- | ----------------------- | ---------- | ---------------- |
| 中京広域圏 | 中部日本放送      | 2007年4月4日 - 9月26日                         | 水曜 25:45 - 26:15      | TBS系列    | 製作局           |
| 関東広域圏 | 東京放送          | 2007年4月13日 - 9月28日                        | 金曜 26:25 - 26:55      | TBS系列    |                  |
| 兵庫県     | サンテレビ        | 2007年4月17日 - 9月25日                        | 火曜 25:10 - 25:40      | 独立UHF局  |                  |
| 京都府     | KBS京都           | 2007年4月20日 - 9月28日                        | 金曜 25:30 - 26:00      | 独立UHF局  |                  |
| 日本全域   | gooアニメ         | 2007年4月21日 - 9月29日                        | 下記参照                | ネット配信 |                  |
| 日本全域   | GYAO!             | 2007年6月2日 - 6月16日 2010年12月22日 - 配信中 | 下記参照                | ネット配信 |                  |
| 日本全域   | AT-X              | 2007年8月24日 - 2008年2月1日                   | 金曜 9:00 - 9:30        | CS放送     | リピート放送あり |
| 日本全域   | BIGLOBEストリーム | 2008年1月30日 - 4月16日                        | 下記参照                | ネット配信 |                  |
| 日本全域   | TBSチャンネル     | 2009年6月19日 - 7月24日                        | 月 - 金曜 18:00 - 18:30 | CS放送     | リピート放送あり |

- gooアニメでの配信は各話とも上記4局すべてで放送が終わった後、2週間ずつ行われた。
- GyaOでの配信は1話から7話のみ期間限定で行なわれた。
- BIGLOBEストリームでの配信は毎週水曜更新で2週間ずつ行われる。
- TBSチャンネルでは、平日に連日放送ののち、土曜深夜に4話連続放送された。

### 日本国外
| 国   | 放送局           | 放送期間        | 放送日時                         |
| ---- | ---------------- | --------------- | -------------------------------- |
| 台湾 | アニマックス台湾 | 2010年5月19日 - | 水曜 20時30分 - 21時00分 （CST） |

## 漫画
2007年3月24日に発売の『月刊Asuka』（角川書店）の2007年5月号にて、漫画「ロミオ×ジュリエット」の連載が開始され、2008年1月号にて連載終了。『あすかコミックスDX』よりコミックスが全2巻刊行された。
- 漫画：COM
- 原案：ウィリアム・シェイクスピア
- アニメーション原作：GONZO×スカパー・ウェルシンク
- シナリオ協力：雨宮ひとみ
- 発売：角川書店
- 発行：角川グループパブリッシング

## 小説
2007年9月1日に角川ビーンズ文庫より『Romeo×Juliet 赤き運命の出逢い』が発売された。
- 著：雨宮ひとみ
- イラスト：COM
- 原案：ウィリアム・シェイクスピア
- アニメーション原作：GONZO×スカパー・ウェルシンク
- 発売：角川書店
- 発行：角川グループパブリッシング

## ラジオ
2007年4月13日から2007年10月5日まで音泉にて、「ロミジュリ×レイディオ」が配信された（全26回）。パーソナリティは、ジュリエット役の水沢史絵とコーディリア役の松来未祐。

## サポーターズクラブ
「赤い旋風、見参!」が2007年4月13日からBEWEにて開始。同日スタンダードサポーターの受付を開始。6月15日からプレミアサポーターの受付が開始された。